# Gare de Saint-Amand-de-Vendôme
Gare de Saint-Amand-de-Vendôme vasútállomás Franciaországban, Saint-Amand-Longpré településen.

## Vasútvonalak
Az állomást az alábbi vasútvonalak érintik:
- Párizs-Tours-vasútvonal

## Kapcsolódó állomások
A vasútállomáshoz az alábbi állomások vannak a legközelebb:
- Gare de Château-Renault (Gare de La Membrolle-sur-Choisille)
- Gare de Vendôme (Gare de Brétigny)